# Софіївка (Львів)
Софі́ївка — місцевість на межі Галицького і Сихівського районів Львова, розташована між вулицями Стрийською, Панаса Мирного, Ярославенка, Дібровною та Свєнціцького.

## Історія

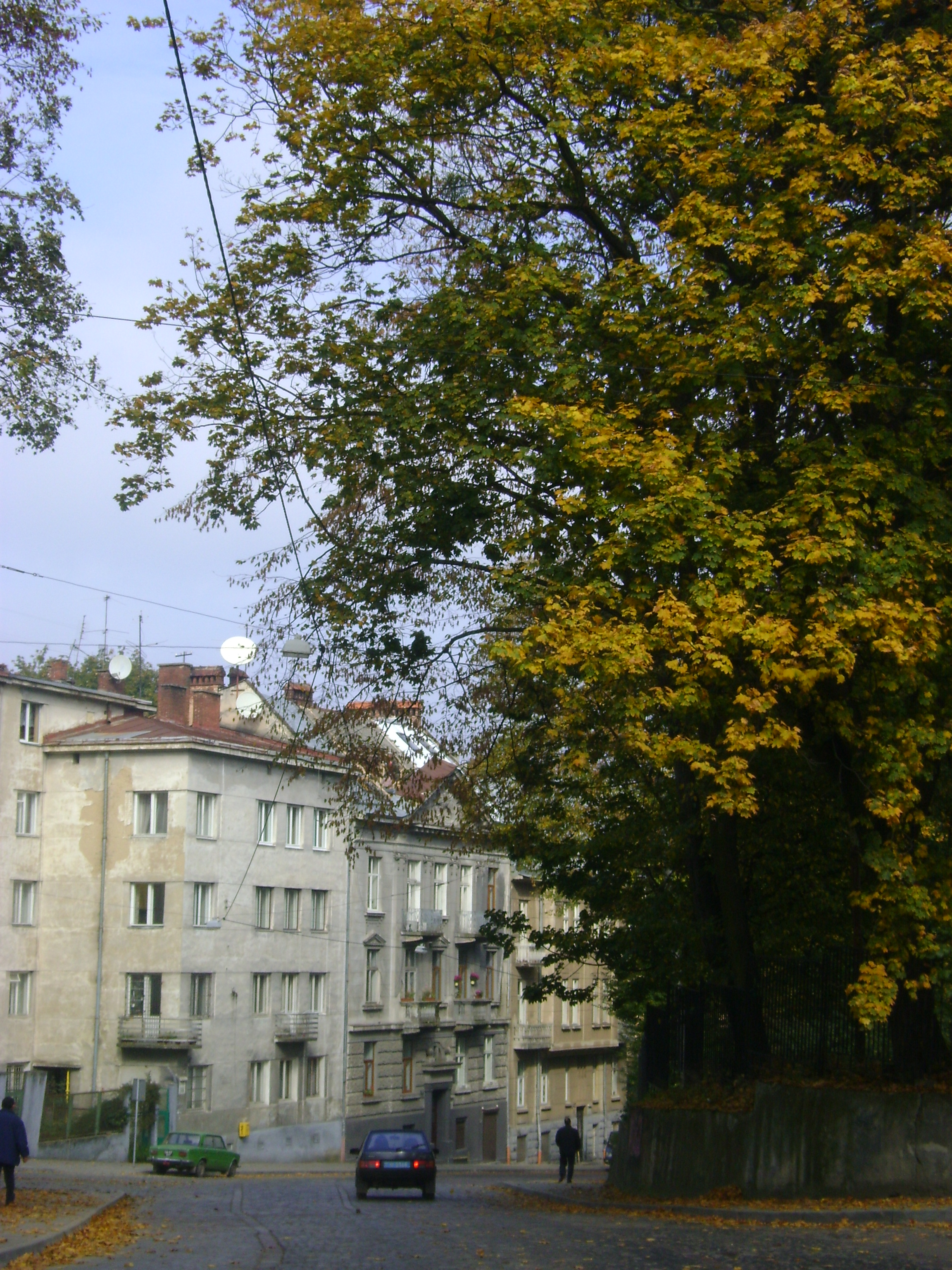
Вулиця Івана Франка

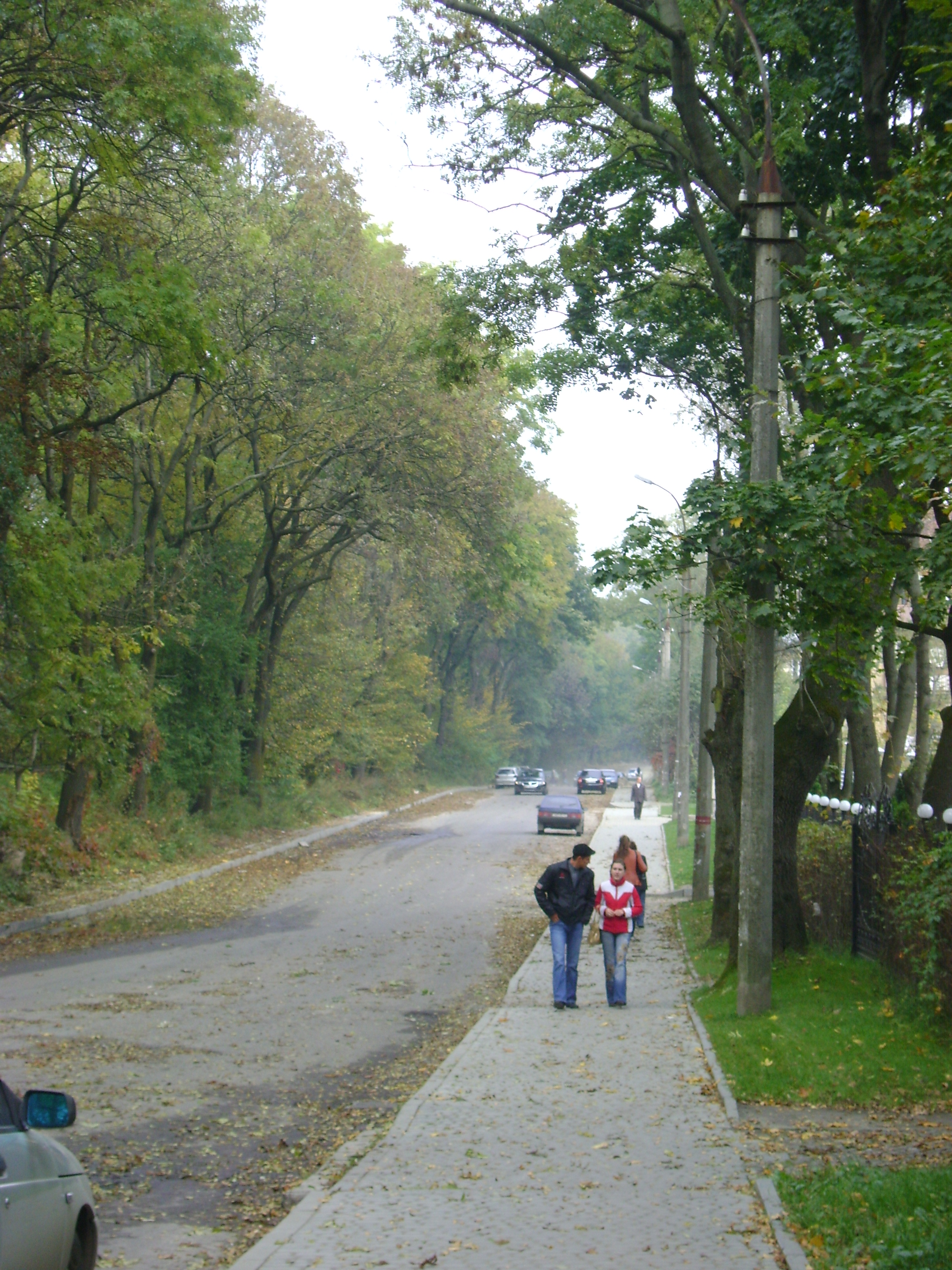
Вулиця Івана Франка

Попередня відома назва місцевості — Кошнарівка. Походила від прізвища Яна Кошнара — колишнього власника фільварку і цегельні у цих краях. 1594 року коштом міщанки Зофії Ганель було споруджено невеликий дерев'яний костел святої Софії. Роком пізніше фундаторка помирає у шпиталі Святого Духа. Зофія Ганель була вдовою Станіслава Ганеля — онука Яна Кошнара. У той час район заселеним не був, тому саме від костелу пішла його назва — Софіївка.
Будівництво дещо пожвавилось від 1839 року. Будівничий Флоріан Ондерка заклав тут публічний парк (сьогодні — сквер за костелом святої Софії), що був популярним серед львів'ян. Архітектори Йоган Зальцман і Вільгельм Шмід побудували кілька вілл, які до наших днів не збереглися.
Житлове будівництво у другій третині XIX століття усе ж не стало популярним через близькість цегелень сусіднього Снопкова і міської цегельні на вулиці Святої Софії, 24 (нині ділянка на вулиці Франка, 108). Справжній же ж розквіт Софіївки почався з кінця XIX століття. Під час земляних робіт 1876 року знайдено тунелі готичної конструкції, що вели від костелу у напрямку до середмістя. На стінах збереглись написи, зокрема арабською мовою, деякі датовані 1591 роком. Повідомлення про це з'явилось у газетах. Відтоді згадки про ці тунелі не зустрічаються. 1885 року на місці міської цегельні за проєктом Ігнатія Брунека збудовано школу, а міський садівник Арнольд Рьорінг, використавши природний ландшафт, створив на узгір'ях Стрийський парк. Протягом 1876–1890 років споруджено понад 60 нових будинків, переважна більшість із яких — 1-поверхові вілли у т. зв. «швейцарському» стилі. Почала змінювати свій характер забудова вулиці Цегельної, 1883 року перейменованої на вулицю Домбровського (нині Рутковича). 1885 прокладено вулицю Пуласького (нині Паркова). 1890 року з'явився будинок художника Станіслава Батовського-Качора, який започаткував нову вулицю Понятовського (нині частина вулиці Самчука). Навесні 1894 року Софіївкою пролягла перша лінія електричного трамвая у Львові.
У 1901 році Іван Франко придбав ділянку землі на Софіївці для будівництва власного дому.  Будинок був споруджений у 1902 році і Іван Франко з родиною (дружиною Ольгою Хоружинською і 4 дітьми) мешкав у ньому впродовж останніх чотирнадцяти років свого життя. 1940 року у цьому домі відкрили Львівський літературно-меморіальний музей Івана Франка. Поруч із Франком у сусідньому будинку свого часу жив і перший президент УНР професор Львівського університету, голова Наукового товариства імені Шевченка у Львові Михайло Грушевський.
Влітку 2008 року від вулиці Снопківської вулицею Стуса почали прокладати трамвайну лінію, що мала сполучити центр Львова через Снопків із Сиховом.

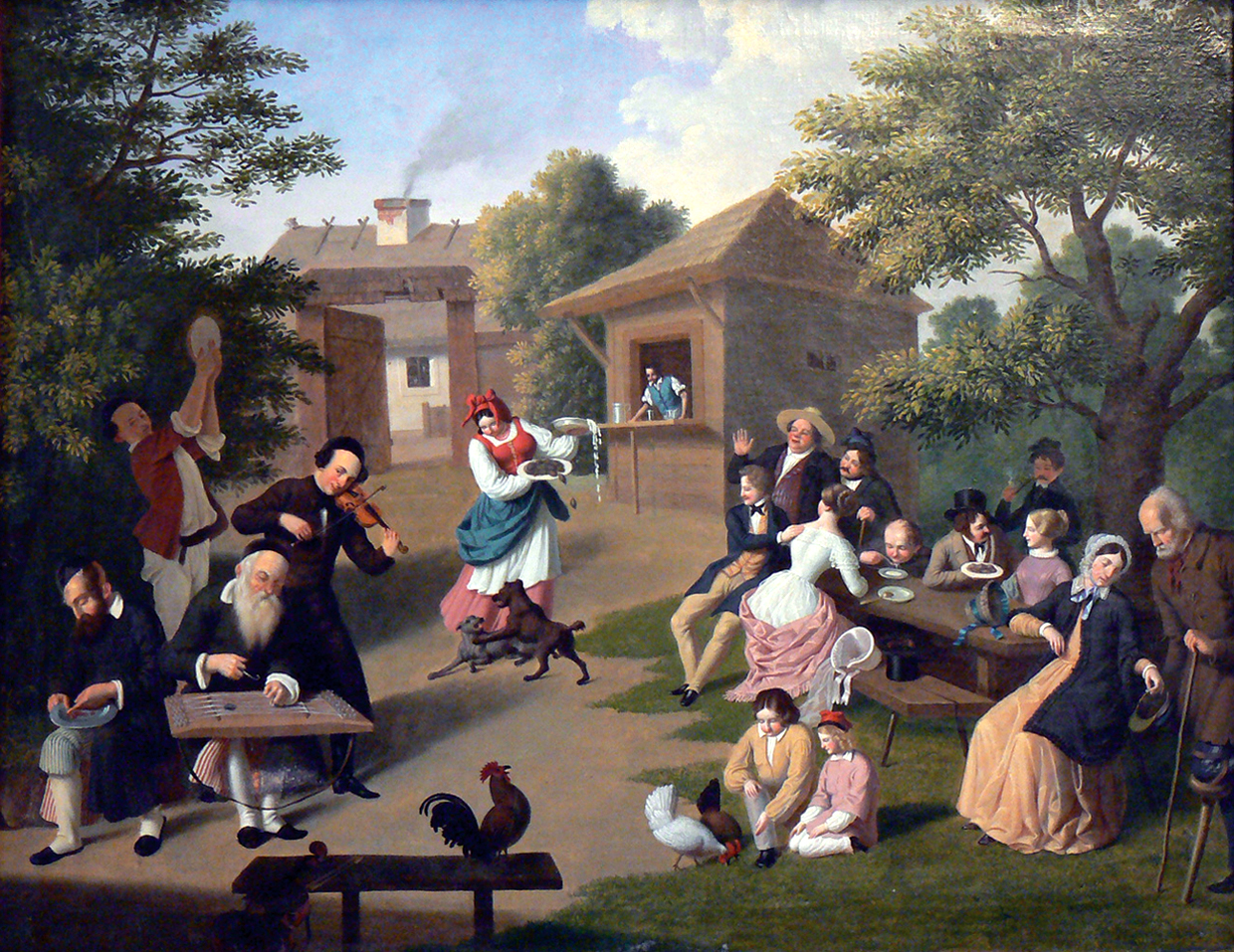
Маївка на Софіївці

У фондах Львівського історичного музею зберігається картина (65 × 83, полотно, олія), написана 1849 року Яном Машковським. Багатофігурна (18 персонажів) дещо ідилічна композиція зображує розваги товариства поблизу корчми на Софіївці. Під назвою «Маївка на Софіївці» вона неодноразово експонувалась на львівських виставках.

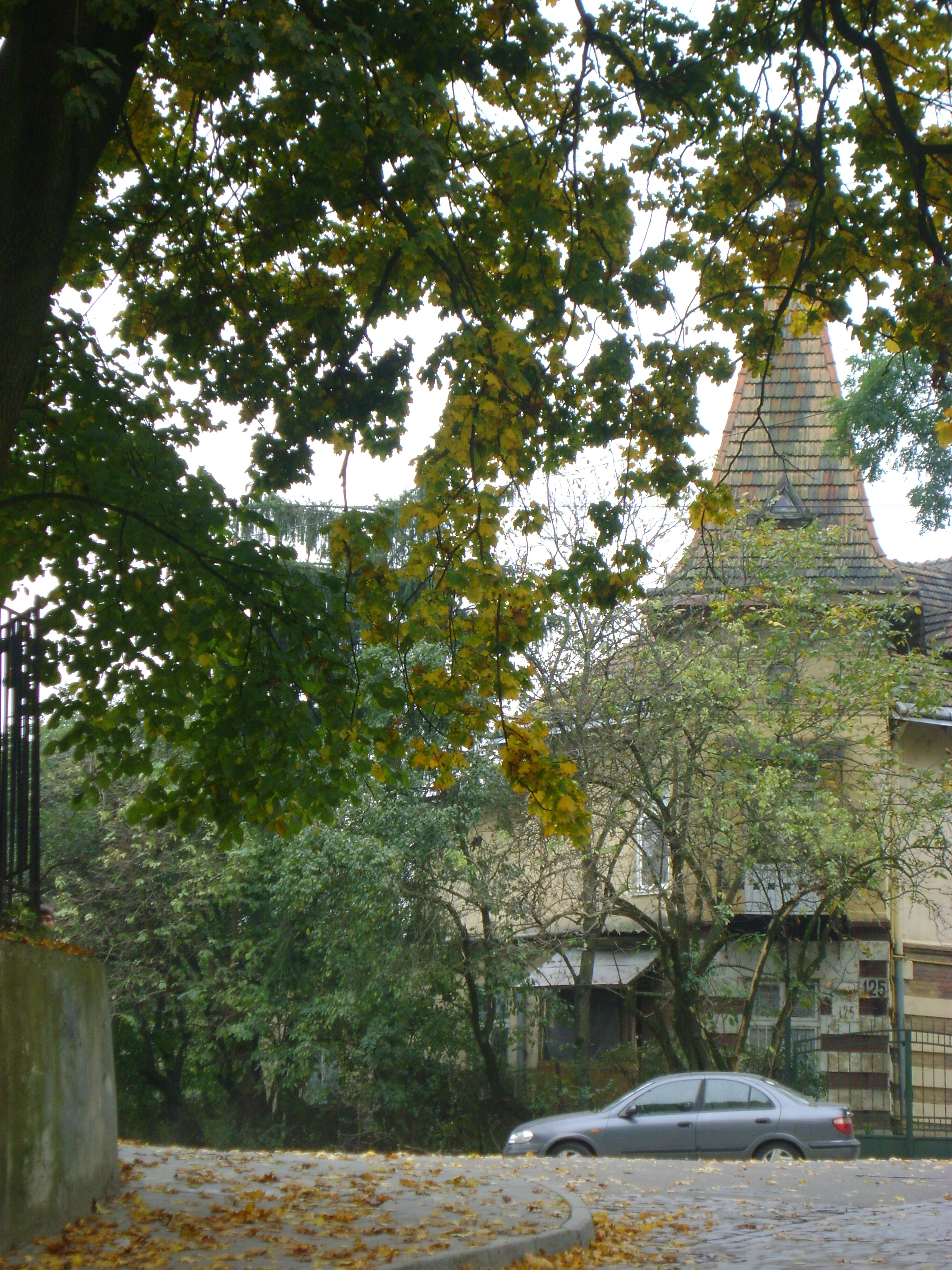
Вулиця Івана Франка

## Важливі споруди
- Церква святої Софії
- Консульство Республіки Польща у Львові, що за 2007 рік видало найбільше віз у світі
- Львівська національна академія мистецтв

## Пам'ятники
- Іванові Трушу
- Львову, місту де відбувся перший в Україні футбольний матч (у Стрийському парку)
- погруддя Івана Франка, перед музеєм на вул. Франка, 150/152
- стела з барельєфом Михайла Грушевського перед музеєм на вул. Франка, 154